# Gasyrg
Gasoducto Yacuiba Rio Grande (Gasyrg) – газопровід, споруджений для постачання газу з південних родовищ Болівії на вихідну точку експортного газопроводу до Бразилії GASBOL.
В 1990-х роках консорціум, у складі якого провідну роль відігравала бразильська компанія Petrobras, відкрив у південному болівійському департаменті Тариха великі запаси газу (родовища Сан Альберто, Ітау та Сабало). В той же час, з 1997-го із центрального болівійського департаменту Санта-Крус розпочались поставки блакитного палива до Бразилії через систему GASBOL. Ці дві обставини спонукали до створення нового маршруту, який би зв`язав родовища Тарихи із вихідною точкою бразильського газопроводу у Ріо-Гранде.
Траса нового трубопроводу пройшла в одну коридорі зі спорудженим на початку 1970-х років першим болівійським еспортним газопроводом до Аргентини Yabog, через що на позначення Gasyrg також використовується назва Yabog ІІ. Проте на відміну від Yabog, що транспортував блакитне паливо з центру країни на південь, напрям потоку у Gasyrg є прямо протилежним.
Довжина Gasyrg, введеного в експлуатацію у 2003 році, становить 432 км, діаметр труб 800 мм. Початкова потужність складала 11 млн.м3 на добу, а після запуску у 2004 році першої компресорної станції зросла до 17 млн.м3.